# Linie 9 (Metro Madrid)
Die Linie 9 (span. Línea 9, kurz L-9) ist eine U-Bahn-Linie der Metro Madrid. Sie führt von Paco de Lucía nach Arganda del Rey und umfasst 29 Stationen. Mit 39,5 Kilometern ist sie abgesehen von der L-12 die längste Linie des Streckennetzes; der durchschnittliche Stationsabstand beträgt 1,4 Kilometer. Die L-9 gehört zum Großprofilnetz der Metro und die Länge der Stationen beträgt 115 Meter. An sechs Stationen kann zu anderen Metrolinien umgestiegen werden, an zwei Stationen zur Vorortbahn Cercanías.
Der 18 km lange Abschnitt zwischen Puerta de Arganda und Arganda del Rey ist im Gegensatz zum Rest der Linie oberirdisch, folgt der Trasse einer ehemaligen Güterbahnlinie und besitzt lediglich drei Zwischenstationen. Auf dem oberirdischen Streckenabschnitt beträgt die Höchstgeschwindigkeit der Züge 110 km/h statt der sonst üblichen 80 km/h.
Wegen der geringeren Fahrgastfrequenzen erfolgt an der Stadtgrenze in Puerta de Arganda eine betriebliche Trennung der Strecke. Außerhalb von Madrid verkehren Züge in einem größeren Intervall, sie haben zudem lediglich drei Wagen. Fahrgäste, die weiter in die Innenstadt möchten, müssen dort vorläufig umsteigen, bis die Nachfrage einen durchgehenden Betrieb rechtfertigt. Die Überlandstrecke ist im Besitz der Gesellschaft Transportes Ferroviarios de Madrid, an der die Metrogesellschaft und mehrere Baukonzerne beteiligt sind; sie fällt nach Ablauf der Konzession im Jahr 2028 in den Besitz der Autonomen Gemeinschaft Madrid.

## Geschichte
Der erste Abschnitt zwischen Sainz de Baranda und Pavones wurde am 31. Januar 1980 eröffnet. Mit dem Abschnitt Herrera Oria – Plaza de Castilla erreichte das Netz der Madrider Metro am 3. Juni 1983 eine Länge von 100 Kilometern. Am 30. Dezember desselben Jahres folgte die Verlängerung nach Avenida de América. 
Noch fehlte das mittlere Teilstück zwischen Avenida de América und Sainz de Baranda, weshalb das nördliche Teilstück während etwas mehr als zwei Jahren als Linie 9B betrieben wurde. Der Lückenschluss, der den durchgehenden Betrieb ermöglichte, erfolgte am 25. Februar 1986.
Am 1. Dezember 1998 wurde die Line über Pavones hinaus nach Puerta de Arganda verlängert. Am 7. April 1999 überquerte die Metro Madrid mit der oberirdischen Verlängerung der L-9 nach Arganda del Rey erstmals überhaupt die Stadtgrenze.
Am 11. Juli 2008 wurde die Station Rivas Futura eröffnet. Diese befindet sich zwischen den Stationen Rivas Vaciamadrid und Rivas Urbanizaciones.
In der nördlichen Verlängerung wurde am 28. März 2011 die Strecke von Herrera Oria bis Mirasierra eröffnet. Die nächste Station in der nördlichen Verlängerung wurde am 25. März 2015, genau 13 Monate nach dem Tod des Gitarristen Paco de Lucía, eröffnet. Sie ist nach ihm benannt und mit seinem Porträt als großem Wandbild ausgestaltet.